# Вайнер, Милан (шахматист)
Милан Вайнер (чеш. Milan Weiner, род. 31 августа 1929, Градец-Кралове) — чехословацкий шахматист, международный мастер ИКЧФ.
Участник чемпионата Чехословакии по шахматам 1954 г. (8½ из 17, 10-12 места).
В составе сборной Чехословакии по шахматам участник командного матч-турнира в Праге (1955 г.; участвовали 2 сборные Чехословакии, сборная Венгрии и сборная Польши, Вайнер набрал 2½ из 6).
Наиболее известен по выступлениям в заочных соревнованиях. В составе сборной Чехословакии стал победителем 5-й заочной олимпиады (1965—1968 гг.) с лучшим результатом на 5-й доске (7 из 8, без поражений). Также в составе сборной участвовал в командных чемпионатах Европы. Наивысшее достижение в личных соревнованиях — полуфинальный турнир 15-го чемпионата мира по переписке (1985—1991 гг.).
Умер в ноябре 2015 года в возрасте 86 лет.